# 嚢胞性線維症
嚢胞性線維症（CF症）（のうほうせいせんいしょう、Cystic Fibrosis）は、遺伝性疾患の一種で、常染色体劣性遺伝を示す。白人に高頻度で見られ、欧米白人では2500人に一人発病し、患者数は30,000人、最も頻度の高いユダヤ人のアシュケナジーでは25人に1人は保因者である。原因は塩素イオンチャネル（CFTR）の遺伝子異常で、水分の流れに異常をきたし粘液の粘度が高くなる。鼻汁の粘性が強くなると副鼻腔に痛みを感じ、痰の粘性が強くなると、気道を閉塞し肺炎を繰り返すようになり、ついには気管支拡張症をきたす。アレルギー性気管支肺アスペルギルス症も併発しやすい。胆汁の粘性が強くなると、胆石をおこしたり、膵炎をおこしたり、肝機能障害からついには肝硬変をきたす。ただし軽い場合は成人後発病することもある。

## 診断
診断基準、診断のカテゴリー、重症度分類は下記の通り。

### 診断基準
A. 臨床症状
1. 膵外分泌不全
2. 呼吸器症状（感染を繰り返し、気管支拡張症、呼吸不全を来す。ほとんどの症例が慢性副鼻腔炎を合併する。粘稠な膿性痰を伴う慢性咳嗽を特徴とする。）
3. 胎便性イレウス
4. 家族歴

B.検査所見
1. 汗中塩化物イオン（Cl–）濃度
異常高値：60mmol/L以上
境界領域：40–59mmol/L （生後6か月未満では 30–59mmol/L）
正常：39mmol/L以下（生後6か月未満では 29mmol/L以下）
2. BT-PABA試験：70％以下、又は便中エラスターゼ：200 µg/g以下を膵外分泌不全とする。

C. 鑑別診断
- 以下の疾患を鑑別する。
びまん性汎細気管支炎、若年性膵炎、原発性線毛機能不全、シュバッハマン・ダイアモンド症候群

D. 遺伝学的検査
- CFTR 遺伝子の変異

### 診断のカテゴリー
Definite
1. 汗中塩化物イオン濃度の異常高値に加え、特徴的な呼吸器症状を示すもの。
2. 汗中塩化物イオン濃度の異常高値に加え、膵外分泌不全、胎便性イレウス、家族歴のうち２つ以上を示すもの。
3. 臨床症状のうちいずれか１つを示し、２つの病的な CFTR 変異が確認されたもの。

Probable
1. 汗中塩化物イオン濃度の異常高値に加え、膵外分泌不全、胎便性イレウスのいずれか１つを示すもの。
2. 汗中塩化物イオン濃度が境界領域であり、特徴的な呼吸器症状を示すもの。
3. 汗中塩化物イオン濃度が境界領域であり、膵外分泌不全、胎便性イレウス、家族歴のうち２つ以上を示すもの。
4. 臨床症状のうちいずれか１つを示し、１つの病的な CFTR 変異が確認されたもの。

### 重症度分類
Stage 0呼吸器異常及び栄養障害が無い
Stage 1呼吸器異常が無く栄養障害が軽度
Stage 2呼吸器異常が軽度又は栄養障害が中等度
Stage 3呼吸器異常が中等度又は栄養障害が重度
Stage 4呼吸器異常が重度